# Löberschütz
Löberschütz là một đô thị thuộc huyện Saale-Holzland, trong bang Thüringen, Đức. Đô thị Löberschütz có diện tích 3,07 km².